# 京塚昌子
京塚 昌子（きょうづか まさこ、1930年〈昭和5年〉3月16日 - 1994年〈平成6年〉9月23日）は、日本の女優。第10回芸術祭賞奨励賞受賞。

## 来歴
東京都出身。1946年、疎開先の栃木県立佐野高等女学校（現・栃木県立佐野東高等学校）卒業。高校卒業後、新派へ入団して研究生となる。
川口松太郎に認められて、1955年「月夜鴉」で初めて主役を演じ、同年「離れ猪」「太夫さん」の演技で芸術祭奨励賞を受賞。
1959年（昭和34年）8月23日から1972年（昭和47年）2月6日まで放映されたTBSテレビ系列の東芝日曜劇場人気シリーズ『カミさんと私』で伊志井寛の相手役として人気を博す。
1963年には東宝演劇部入りして、舞台「マイ・フェア・レディ」などに出演。
1968年、伊志井の娘である石井ふく子プロデュース作品『肝っ玉かあさん』で、蕎麦屋を切り盛りするしっかり者で涙もろい母親役を好演。『ありがとう』（第4シリーズ）などでも佐良直美の母親役を演じ、1970年代のテレビ業界において、「恰幅が良く、割烹着が似合う母親役」で絶大な人気を誇った。
京塚は森光子や加藤治子や山岡久乃らとともに、「日本を代表するお母さん女優」と呼ばれ、CMにも起用されていた。
上記の石井プロデュース作品が当たり役となったことから、「石井組（ファミリー）」の一員に数えられていた。
1971年に糖尿病を患い、1983年に公演先の愛媛県松山市で脳梗塞で倒れる。1984年から1985年にかけては後遺症に耐えながら、一度は復帰したものの症状が悪化。
1986年4月には「体調が不本意なため、納得のできる仕事ができない」と休業宣言し、山梨県甲府市の病院に入院した。その後は静岡県、長野県と各地の病院を転々として晩年は長い闘病生活を送り、事実上の芸能界引退状態となった。
1994年9月23日午後7時過ぎ、東京・田町の病院の一室で、心不全のため死去。64歳没。

## 人物
- 母親役のイメージが強いが、私生活では数々の浮名を流し、一時は同棲していたこともあった。戸籍上は独身を貫いた。
- 大の酒豪であり、ウイスキーのボトルを一晩で3本も空けたこともあった。
- 馬主の経歴もあった。

## エピソード
- 『山盛り食堂』（脚本・向田邦子）出演時には、当時子役だった杉田かおるが京塚に抱きつく場面を撮影中に杉田が腹の肉をつかんだと激怒した。その後に杉田は京塚の意向で降板させられた。（杉田かおる自伝「すれっからし」より）。
- 若い頃はスレンダーな美人だったが20代の頃、盲腸の手術をしたことで体質が変わり、どんどん太り始めたという。

## 出演作品

### テレビドラマ
- カミさんと私（1959年 - 1972年、TBS）
- くるま宿（1960年、TBS）
- 松本清張シリーズ・黒い断層 「一年半待て」（1960年、TBS）
- 正塚の婆さん（1963年、TBS）
- 楡家の人びと（1965年、TBS）
- 泣いてたまるか（1966年・1967年、TBS）
- 女と味噌汁6（1967年、TBS）- 早川稲子 役
- 肝っ玉かあさん（1968年・1969年 - 1970年・1971年 - 1972年、TBS） - 大正五三子 役
- おれの義姉さん（1970年4月 - 9月、フジテレビ） - 沖忍 役
- あかんぼのタンゴ（1970年4月 - 6月、毎日放送）
- 春の坂道（1971年、NHK総合 大河ドラマ） - 春桃御前 役
- 大忠臣蔵（1971年、NET） - お紋 役
- かあさんの四季（1972年10月 - 1973年9月、フジテレビ）
- 肝っ玉捕物帳（1973年9月 - 1974年3月、フジテレビ）
- ぶらり信兵衛 道場破り 第27話「まごころ」（1974年、フジテレビ）
- ありがとう（第4シリーズ）（1974年5月 - 1975年4月、TBS） - 春木治香 役
- 六丁目のスパルタ寮母さんには、赤いバラのいれずみがあった!（1976年9月 - 10月、日本テレビ）- 如月京子 役
- ほんとうに（1976年、TBS）
- 家族（1977年、TBS）
- おふくろさん（1975年4月 - 9月、日本テレビ）
- 山盛り食堂（1975年10月 - 1976年3月、日本テレビ）
- びっくり箱（TBS、1977年10月9日） - とし江
- ゆうひが丘の総理大臣（1978年10月 - 1979年10月、日本テレビ） - 百田てる 役
- 道（1978年11月 - 1979年8月、TBS） - 伊和田わか 役
- 女たちの忠臣蔵（1979年、TBS） - 姿のお勝 役
- 女たちの家（1980年1月 - 6月、フジテレビ） - 青山はるみ 役
- 関ヶ原（1981年1月1日 - 3日、TBS） - 阿茶の局 役
- 女の座（1981年5月 - 10月、フジテレビ） - 桐林多美 役
- ちょっといい姉妹（1981年11月 - 1982年5月、TBS）
- 花の影（1982年4月 - 6月、フジテレビ） - 80歳代の左保子 ※8人の女優による8人1役のリレー主演ドラマ
- 嫁の座（1982年10月 - 1983年5月、フジテレビ） - 鬼島朱美 役
- 蝶々さんと息子たち（1984年5月 - 6月、フジテレビ） - 井川千代 役
- 女の暦（1984年8月 - 1985年3月、フジテレビ） - 立川昭子 役

### 映画
- 私は二歳（1962年11月18日、大映） - 千代の姉
- 台所太平記（1963年6月16日、東宝） - 駒
- 日本一の色男（1963年7月13日、東宝） - 権田原コチ
- 男嫌い（1964年2月1日、東宝） - 森矢もと子
- 続・社長紳士録 （1964年2月29日、東宝） - 天竜
- 日本一のゴマすり男（1965年5月29日、東宝） - 目高静代
- 狸の大将（1965年7月25日、東宝） - 芸者屋女将
- 喜劇 仰げば尊し（1966年10月22日、東京映画） - 桜井友子
- 喜劇 駅前学園（1967年4月15日、東京映画） - 正子
- 颱風とざくろ（1967年9月15日、東宝） - 桑田ゆみ子
- 喜劇 競馬必勝法（1967年 9月18日、東映） - 大田原ふさ子
- 春らんまん（1968年1月14日、東宝） - 宮尾
- 女と味噌汁（1968年2月14日、東宝） - 前川京子
- 空想天国（1968年8月14日、東宝＝渡辺プロ） - 田丸久子
- 燃えろ!青春（1968年12月19日、東宝） - 小森民江
- 喜劇 駅前桟橋（1969年2月15日、東京映画） - 松木克子
- 結婚します（1969年3月29日、松竹） - 梅小路綾子
- おんなの朝 あまから物語 （1971年6月5日、松竹）

## CM
- イギン　洋装黒喪服(1966年)
- 東京ガス（1968年）[3]
- 資生堂 「バスボン石鹸」（1980年）
- フマキラー「ベープ」
- 東芝「東芝洗濯機『銀河』」
- サントリー「生樽」
- ユニオンソース
- 永谷園「お茶づけ海苔」「特撰茶づけ」
- 大正製薬「大正殺虫ゾル」
- 大正製薬「大正ゴキブリゾル」
- 大正製薬「大正ゴキブリゾロゾロ」
- 大正製薬「ゴロ・ピカ・ドン」
- 大正製薬「大正蚊取りマット」
- 日本コカ・コーラ「コカ・コーラ1リットル瓶」
- マルカン酢
- 北海道水産加工連「北海道のかずのこ」
- フジテレビ　啓発コマーシャル『自然を守ろう 命を守ろう』

## 関連人物
- 伊志井寛
- 石井ふく子
- 平岩弓枝
- 佐良直美